# Carlo Gaddi
Carlo Gaddi (Lecco, 5 de febrero de 1962) es un deportista italiano que compitió en remo.
Ganó once medallas en el Campeonato Mundial de Remo entre los años 1985 y 2002.
Participó en tres Juegos Olímpicos de Verano, ocupando el quinto lugar en Seúl 1988 (cuatro sin timonel), el octavo en Atlanta 1996 (cuatro sin timonel ligero) y el cuarto en Sídney 2000 (cuatro sin timonel ligero).

## Palmarés internacional
| Campeonato Mundial | Campeonato Mundial            | Campeonato Mundial | Campeonato Mundial        |
| Año                | Lugar                         | Medalla            | Prueba                    |
| ------------------ | ----------------------------- | ------------------ | ------------------------- |
| 1985               | Malinas (Bélgica)             | Medalla de plata   | Doble scull ligero        |
| 1986               | Nottingham (Reino Unido)      | Medalla de oro     | Ocho con timonel ligero   |
| 1987               | Copenhague (Dinamarca)        | Medalla de oro     | Ocho con timonel ligero   |
| 1989               | Bled (Yugoslavia)             | Medalla de oro     | Ocho con timonel ligero   |
| 1990               | Tasmania (Australia)          | Medalla de oro     | Ocho con timonel ligero   |
| 1991               | Viena (Austria)               | Medalla de oro     | Ocho con timonel ligero   |
| 1993               | Račice (República Checa)      | Medalla de bronce  | Ocho con timonel ligero   |
| 1994               | Indianápolis (Estados Unidos) | Medalla de oro     | Dos sin timonel ligero    |
| 1995               | Tampere (Finlandia)           | Medalla de oro     | Cuatro sin timonel ligero |
| 1998               | Colonia (Alemania)            | Medalla de plata   | Dos sin timonel ligero    |
| 2002               | Sevilla (España)              | Medalla de plata   | Dos sin timonel ligero    |